# Giulio Gabrielli
Giulio Gabrielli, italijanski rimskokatoliški duhovnik, škof in kardinal, * 20. julij 1748, Rim, † 26. september 1822.

## Življenjepis
23. marca 1800 je prejel duhovniško posvečenje.
23. februarja 1801 je bil povzdignjen v kardinala in imenovan za kardinal-duhovnika S. Tommaso in Parione.
11. januarja 1808 je bil imenovan za škofa Senigallie, 14. februarja je prejel škofovsko posvečenje in 26. marca 1808 je bil imenovan za državnega sekretarja Rimske kurije. S tega položaja je odstopil 5. februarja 1816.
Med 26. julijem 1814 in 9. majem 1820 je bil prefekt Zbora Rimske kurije.
17. decembra 1819 je bil imenovan za kardinal-duhovnika S. Lorenzo in Lucina.